# Neopsittacus musschenbroekii
Neopsittacus musschenbroekii là một loài chim trong họ Psittacidae.